# Mahmoud Zemmouri
Mahmoud Zemmouri (ALA-LC: Mahmud Zumuri (en árabe: محمود زموري‎‎; 2 de diciembre de 1946, Boufarik, Argelia-4 de noviembre de 2017, París, Francia) fue un actor, director de cine, y guionista argelino, que desarrolló su carrera esencialmente en Francia (se estableció, desde 1968, en París, Francia, donde estudió cine; y, representó a Argelia en muchos festivales internacionales.

## Biografía
Mahmoud Zemmouri fue notablemente conocido por haber interpretado «Rachid» en el cesarizado Tchao Pantin de Claude Berri (1983), y Omar en La Smala de Jean-Loup Hubert (1984).
Fallece, con 70 años, el 4 de noviembre de 2017, en un Hospital parisino. Los restos mortales del cineasta Mahmoud Zemmouri, que murió en París, fueron repatriados esta tarde en Argel, informó el presidente de la Asociación "Luces", Amar Rabia. Murió el sábado 4 de noviembre, y fue inhumado el jueves 9 de noviembre, por la tarde en Boufarik (Blida), su ciudad natal.

## Filmografía

### Actor

#### Cinematografía
- 1977 : L'Autre France de Ali Ghalem
- 1983 : Tchao Pantin de Claude Berri
- 1984 : Pinot simple flic de Gérard Jugnot
- 1984 : La Smala de Jean-Loup Hubert
- 1986 : Nuit d'ivresse de Bernard Nauer
- 1987 : L'Œil au beur(re) noir de Serge Meynard
- 1991 : La Thune de Philippe Galland
- 1992 : Blanc d'ébène de Cheik Doukouré
- 1993 : L'Honneur de la tribu de Mahmoud Zemmouri
- 1994 : Hexagone de Malik Chibane
- 1997 : 100% Arabica de Mahmoud Zemmouri
- 2005 : Múnich de Steven Spielberg

#### Televisión
- 1988 : Série Noire - La fée carabine de Yves Boisset
- 1989 : Commissaire Moulin - Paris 18 de Paul Planchon
- 1992 : Julie Lescaut de Caroline Huppert

### Director
- 1981 : Prends 10000 balles et casse toi
- 1986 : Les Folles Années du twist
- 1991 : De Hollywood à Tamanrasset
- 1993 : L'Honneur de la tribu
- 1997 : 100% Arabica
- 2006 : Beur blanc rouge
- 2007 : Imarat El-Hadj Lakhdar
- 2008 : Imarat El-Hadj Lakhdar 2
- 2009 : Imarat El-Hadj Lakhdar 3
- 2015 : Certifiée Hallal